# Neuhaus an der Pegnitz
Neuhaus an der Pegnitz (ufficialmente Neuhaus a.d.Pegnitz) è un comune mercato tedesco di 2 819 abitanti, situato nel land della Baviera.